# OneCoin

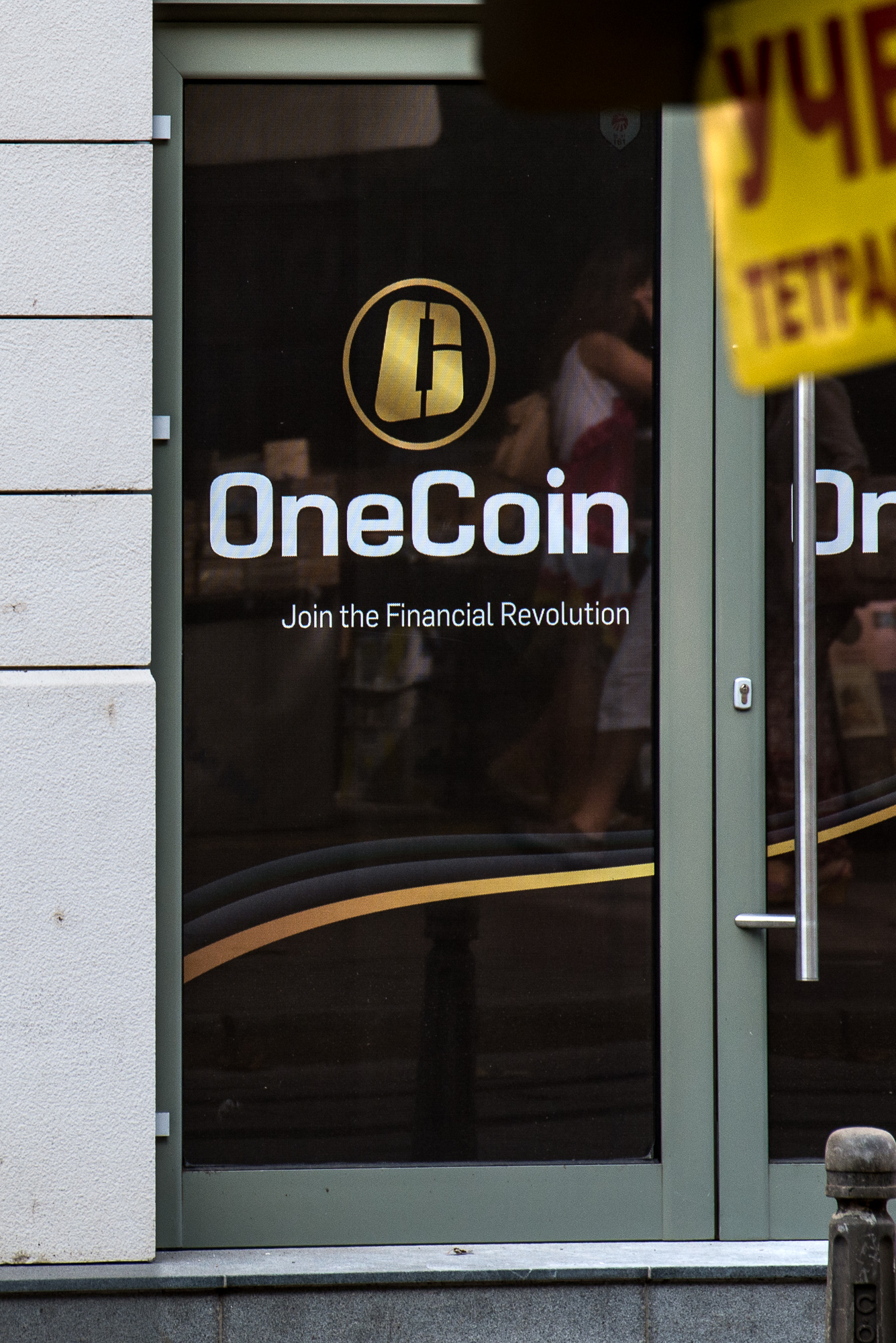
Logo OneCoin sur la porte des bureaux de OneCoin à Sofia (Bulgarie) en 2016

OneCoin est un système de Ponzi, présenté comme une cryptomonnaie par des sociétés offshore basées en Bulgarie, OneCoin Ltd (immatriculée à Dubai) et OneLife Network Ltd (immatriculée au Belize), fondées par Ruja Ignatova avec Sebastian Greenwood,. OneCoin est considérée comme un système de Ponzi de par sa structure organisationnelle et par l'implication de personnes-clés de OneCoin dans des escroqueries similaires par le passé,. The Times l'a décrit comme « l'une des plus grosses escroqueries de tous les temps ». La justice américaine avance le chiffre de 3 millions de victimes dans le monde.
Le parquet américain pense que le système a rapporté environ 4 milliards de dollars au niveau mondial. En Chine, les forces de l'ordre ont récupéré 1,7 milliard de yuans (267,5 millions de dollars), et poursuivent 98 personnes. Ruja Ignatova a disparu en 2017, à peu près au même moment où les autorités américaines émirent un mandat secret pour son arrestation ; elle fut remplacée au sein de l'organisation par son frère, Konstantin Ignatov. La plupart des dirigeants ont maintenant disparu ou ont été arrêtés. Greenwood a été arrêté en 2018, tout comme Ignatov en mars 2019,. En novembre 2019, Ignatov a plaidé coupable à des accusations de blanchiment d'argent et de fraude. La peine maximale encourue pour ces accusations est de 90 ans de prison.
Bien qu'en France, les autorités (que ce soit l'AMF ou la DGCCRF) n'aient pas émis d'avertissement sur OneCoin, c'est le cas dans de nombreux autres États, comme l'Italie, la Chine, l'Inde, la Croatie, la Thaïlande, le Vietnam. Fin 2018, au moins 25 pays avaient ouvert une enquête contre OneCoin. 
Le 24 novembre 2019, la BBC a publié une enquête détaillée sur OneCoin et Ruja Ignatova intitulée Cryptoqueen: How this woman scammed the world, then vanished. La BBC a également produit un podcast, The Missing Cryptoqueen, sur le sujet. Les journalistes pensent qu'Ignatova réside à Francfort sous une fausse identité. Plusieurs sources laissent à penser qu'elle aurait eu recours à la chirurgie esthétique pour échapper au FBI.

## Concept
Selon OneCoin, son activité principale consiste à vendre du matériel éducatif sur les cryptomonnaies et la finance à des fins commerciales. Les membres peuvent acheter des packages éducatifs allant de 100 euros à 118 000 euros ou, selon un blog de l'industrie, 225 500 euros. De plus, dans une réunion de recrutement OneCoin typique, les recruteurs parlent principalement d'investir dans la crypto-monnaie et le matériel éducatif est à peine mentionné,.  
Chaque package comprend des jetons, qui serviraient à « miner » des OneCoins ; cependant, l'entreprise ne semble pas avoir de blockchain, la technologie sur laquelle une cryptomonnaie est censée se baser. En mars 2016, OneCoin ferma son site d'échange interne abruptement pendant deux semaines, prétextant un besoin d'avoir une « meilleure intégration avec la blockchain ». Quelques semaines plus tard, OneCoin tenta de recruter un développeur, Bjorn Bjercke, pour créer une blockchain, admettant face à lui pendant les entretiens qu'ils n'en avaient pas à cette date. 
Les Onecoins pouvaient être utilisées sur un site d'achats en ligne, DealShaker, créé par OneCoin ; ce site vend des produits de basse qualité, et il est impossible de payer 100 % du montant en OneCoin. Il était possible, en théorie, d'échanger des OneCoins contre une autre devise via le OneCoin Exchange, xcoinx, un site réservé aux membres qui avaient investi plus qu'un simple package de démarrage. Les OneCoins pouvaient être échangées contre des euros, qui étaient placés dans un portefeuille virtuel à partir duquel ils pouvaient en théorie être demandés par virement bancaire. La plateforme marché avait des limites de vente quotidiennes en fonction des packages dans lesquels le vendeur avait investi, ce qui limitait considérablement le montant des OneCoins qui pouvaient être échangées ; de plus, les transactions avaient tendance à expirer. La plateforme ferma sans préavis en janvier 2017. Pendant les années qui suivirent, OneCoin promit l'arrivée d'une nouvelle plateforme d'échange qui permettrait de convertir les OneCoin en devises ; l'arrivée de cette plateforme fut présentée comme imminente à de nombreuses reprises. Les OneCoin ne peuvent donc pas en pratique être converties en monnaie.
Les personnes achetant des packages OneCoin sont considérées comme des associés marketing indépendants (independant marketing associates, ou IMA). Elles sont encouragées à recruter des nouveaux membres et vendre des packages éducatifs, et touchent une commission sur les ventes, ainsi que sur les ventes de leur réseau, sur le modèle de la vente multiniveau. La commission est reversée à 60 % en OneCoin et à 40 % en devises, au bout de la dixième personne entrée dans le système.

## Problèmes judiciaires et critiques

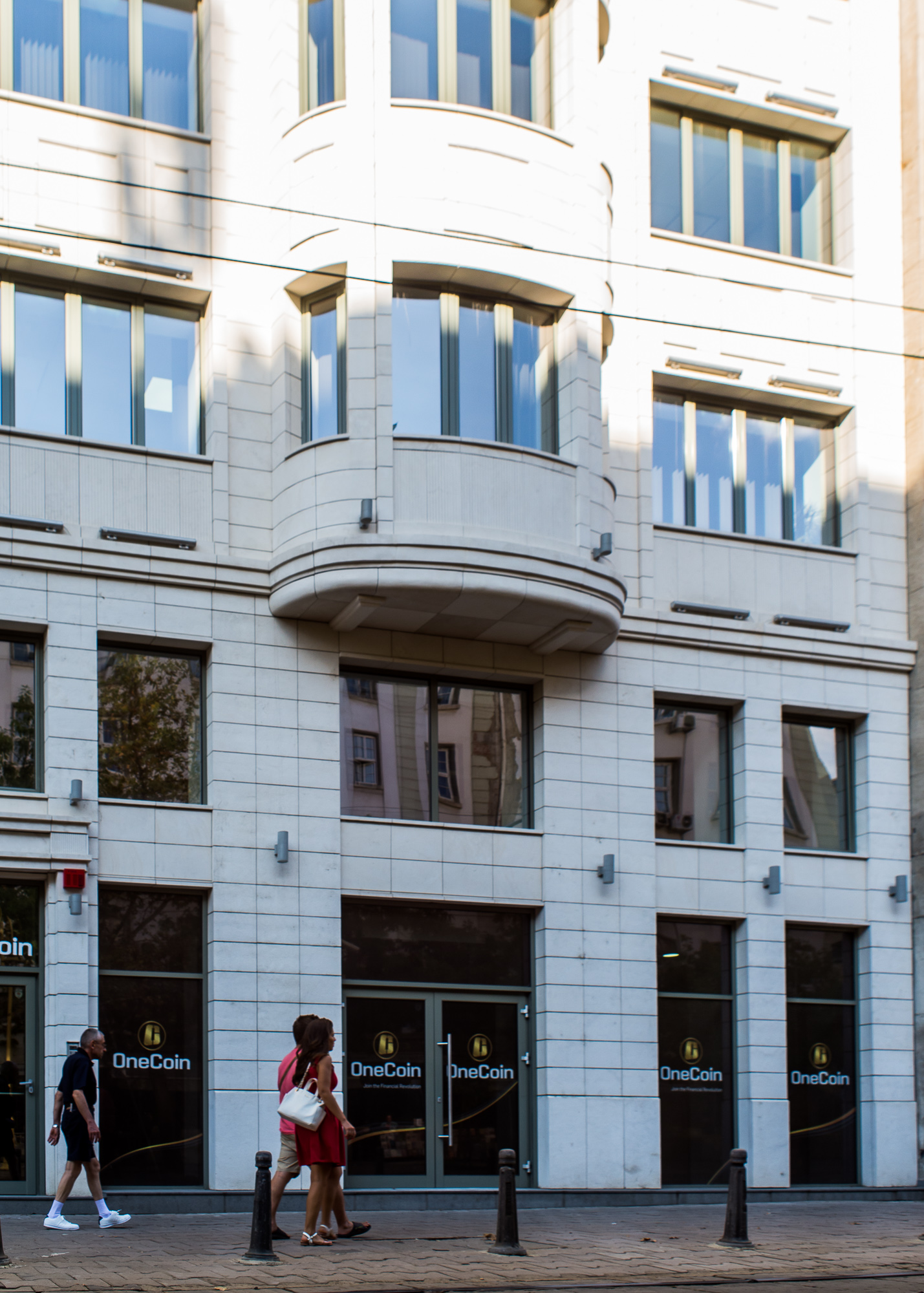
Les bureaux de OneCoin à Sofia (Bulgarie) en 2016

### Avertissements des autorités
L'entreprise et le système sont sous surveillance de nombreuses autorités, par exemple en Bulgarie, en Finlande,,, Suède, Norvège  et en Lettonie. Les autorités de nombreux pays ont mis en garde contre les risques potentiels liés à des entreprises comme OneCoin, et ont engagé des poursuites contre les personnes liées à OneCoin, notamment la PDG Ruja Ignatova et son frère Konstantin Ignatov.
- Le 30 septembre 2015, la Commission de supervision financière de Bulgarie a émis un avertissement concernant les risques potentiels des nouvelles crypto-monnaies, citant OneCoin à titre d'exemple[30]. Après l'avertissement, OneCoin a cessé toute activité en Bulgarie et a commencé à utiliser des banques à l'étranger pour gérer les virements bancaires des participants[31]. Le parquet de Sofia affirme officiellement depuis 2018 que OneCoin est un "réseau criminel international"[4].
- En décembre 2016, la Banque centrale hongroise a émis un avertissement qualifiant OneCoin de système pyramidal[32].
- En février 2017, la Banque d'Ouganda a émis un avertissement contre OneCoin, qui venait (via une filiale locale One Coin Digital Money) de s'installer à Kampala et de tenter de recruter des investisseurs, alors que la banque n'avait pas autorisé les activités liées à la cryptomonnaie[33].
- En mars 2017, la Banque nationale croate (HNB) a conseillé au public de "faire preuve d'une grande prudence" dans les décisions impliquant OneCoin, avertissant que les opérations OneCoin ne sont pas supervisées par la HNB, et a averti que les pertes éventuelles seront entièrement à la charge des investisseurs.
- Le 28 avril 2017, la Banque de Thaïlande a émis un avertissement contre OneCoin, déclarant qu'il s'agissait d'une monnaie numérique illégale et qu'elle ne devait pas être utilisée dans le commerce[34].
- Le 29 mai 2017, la Commission internationale des services financiers du Belize (IFSC) a émis un avertissement à propos de OneLife Network Ltd, indiquant qu'elle exerçait des activités commerciales sans licence ni autorisation de l'IFSC ou de toute autre autorité. OneLife Network Ltd fut mise en demeure de cesser ses activités de commerce illégal[35].
- Le 16 juin 2017, la PDG de OneCoin Ltd. a affirmé que OneCoin était autorisée par le gouvernement vietnamien comme monnaie numérique et qu'il s'agissait de la première crypto-monnaie en Asie officiellement autorisée par un gouvernement[36]. Le 20 juin 2017, le ministère vietnamien de la Planification et de l'Investissement publia une déclaration indiquant que le document utilisé par OneCoin comme preuve était un faux. Le ministère déclara que le document était contraire au règlement du ministère et que la personne qui aurait signé le document n'était pas dans la position indiquée par le document au moment de sa création. Le ministère avertit les particuliers et les entreprises d'être vigilants s'ils rencontraient le document dans un contexte financier[37].
- Le 3 mai 2018, la Banque centrale du Samoa (CBS) a interdit toutes les transactions de change liées à OneCoin et OneLife[38]. Plus tôt en mars, la banque avait émis un avertissement concernant OneCoin[39]. CBS décrit OneCoin comme un système pyramidal à très haut risque.

### Interdictions et arrestations
En décembre 2016, l'Autorité de la concurrence italienne (Autorità Garante della Concorrenza e del Mercato) « a adopté une injonction provisoire contre la société One Network Services Ltd., active dans la promotion et la diffusion de la crypto-monnaie OneCoin ... », et ses représentants en Italie, décrivant leurs activités comme un "système de vente pyramidale illégale" ("sistema di vendita piramidale vietato dalla legge"), et leur ordonnant de cesser de promouvoir et de vendre OneCoin en Italie. Le 27 février 2017, à l'issue de leur enquête, l'AGCM a interdit toute activité sur OneCoin jusqu'à nouvel ordre, et inflige une amende de 2 millions d'euros à l'entreprise principale,. L'autorité estime qu'environ 50 000 personnes ont investi dans OneCoin en Italie. 
Le 23 avril 2017, la police indienne arrêta 18 personnes à Navi Mumbai pour avoir organisé un événement de recrutement OneCoin. La police assista à l'événement en secret pour juger les accusations avant de décider d'agir. Une enquête plus approfondie fut ouverte pour révéler les niveaux supérieurs de la pyramide,. En mai, l'enquête a permis de récupérer 24,57 crores de roupies (3,77 millions USD) dans neuf comptes bancaires. Un montant supplémentaire de 75 crores de roupies (11,52 millions USD) a été transféré avant que les autorités n'aient pu le saisir. Début mai, deux autres personnes ont été arrêtées et 24 crores de roupies (3,69 millions USD) ont été saisis sur des comptes bancaires. Une équipe d'enquête spéciale a été constituée avec quatre inspecteurs de police adjoints et 15 membres du personnel sous l'inspecteur de police principal Shivaji Awate pour suivre la piste de l'argent pour de nouvelles arrestations. Le 10 juillet 2017, Ruja Ignatova, la PDG, a été formellement inculpée en Inde pour tromperie vis-à-vis des clients de OneCoin dans le cadre d'une enquête indienne. 
En Chine, plusieurs membres et investisseurs de OneCoin ont été arrêtés en 2016 et 30,8 millions USD d'actifs ont été saisis. 
En novembre 2016, un particulier belge déposa plainte contre OneCoin et l'ancien député Laurent Louis, pour escroquerie et vente pyramidale, ; selon le plaignant, le réseau de l'ancien député belge serait de 2 000 à 3 000 personnes, pour un profit (via les commissions) se chiffrant en centaines de millers d'euros. Le plaignant avait confié 9 000 € à Laurent Louis, puis convainquit ses proches d'investir également, pour un total de 50 000 €. En mars 2018 un accord fut conclu avec la victime pour un montant de 50 000 €,. 
Le 27 avril 2017, l'autorité fédérale de supervision financière allemande (BaFin) a émis une mise en demeure à Onecoin Ltd (immatriculée à Dubaï) et OneLife Network Ltd (immatriculée au Belize). L'Autorité a conclu que l'échange de OneCoins était un échange frauduleux sur « fonds propres » ; elle interdit le commerce de OneCoins sur le territoire allemand.  
En septembre 2017, OneCoin perd un procès intenté à Bjorn Bjercke, informaticien spécialiste de la blockchain qui milite contre le réseau OneCoin. Bjercke avait été approché par OneCoin fin 2016 pour construire une blockchain, et son expertise dans les cryptomonnaies lui avait permis de comprendre que OneCoin n'était basé sur rien. 
Les 17 et 18 janvier 2018, la police bulgare a procédé à une perquisition dans le bureau de OneCoin à Sofia à la demande du parquet de Bielefeld, en Allemagne. La police allemande et Europol ont participé à l'opération et à l'enquête, de même que Bjorn Bjercke. En outre, 14 autres sociétés liées à OneCoin ont fait l'objet d'une enquête et 50 témoins ont été interrogés. Les serveurs de OneCoin et d'autres preuves matérielles ont été saisis.
Le 21 novembre 2019, le tribunal fédéral de New York a reconnu l'avocat Mark Scott coupable de blanchiment d'argent et de fraude bancaire, pour avoir joué un rôle dans l'acheminement de 400 millions de dollars hors des États-Unis.
400 millions de dollars en Bitcoins captés par Onecoin auraient été en partie blanchis via un mixeur de crypto-monnaie dans le cadre de l'affaire Omegapro, une autre arnaque pyramidale organisée par certains anciens leaders de Onecoin.
Le 25 janvier 2024, Mark Scott, avocat américain, a été condamné à dix ans de prison pour son rôle dans l’escroquerie OneCoin.